# Joe Tippmann
Joe Tippmann (Fort Wayne, 24 marzo 2001) è un giocatore di football americano statunitense che milita nel ruolo di centro per i New York Jets della National Football League (NFL).

## Carriera

### New York Jets
Al college Tippmann giocò a football a Wisconsin dal 2019 al 2022. Fu scelto nel corso del secondo giro (43ª scelta assoluta) del Draft NFL 2023 dai New York Jets. Debuttò come professionista subentrando nella gara del primo turno contro i Buffalo Bills. La sua prima stagione si chiuse disputando 16 partite, di cui 14 come titolare, venendo inserito nella formazione ideale dei rookie dalla Pro Football Writers of America.

## Palmarès
- PFWA All-Rookie Team - 2023